# Лагенария
Лагена́рия (лат. Lagenaria) — род растений семейства Тыквенные, включающий в себя по меньшей мере 7 видов травянистых лиан, распространённых большей частью в тропических областях планеты.

## Биологическое описание
Виды лагенарии — однолетние ползучие лианы с гранёным стеблем длиной до 15 м, покрытым пушком. Листья гофрированные пятиугольные. Цветки мелкие белые трубчатые одиночные, с колесообразным венчиком, располагаются в пазухах листьев, причём цветки раскрываются только ночью. Плод — тыквина, как и у других представителей семейства Тыквенные. Форма плода у разных видов и подвидов лагенарий различна. Встречаются плоды вытянутой, круглой, грушевидной, бутылковидной и многих других форм.

## Использование
Недозрелые плоды, имеющие рыхлую мякоть и обладающие слегка горьким пряным вкусом, употребляют в пищу. При созревании мякоть постепенно высыхает, а оболочка, состоящая из деревянистых элементов и содержащая каменистые клетки, становится прочной и водонепроницаемой. Благодаря последним свойствам зрелый плод используется населением Африки, Южной и Средней Азии, Латинской Америки и тихоокеанских островов для изготовления курительных трубок, посуды, музыкальных инструментов и игрушек. Длинные гибкие стебли лагенарий идут на изготовление плетёночных изделий. Из семян получают масло, используемое в пищевых целях.
Лагенария была известна в Европе в древнейшие времена. По свидетельству Плиния, древние римляне делали из горлянки различные сосуды и винные бочки.
В саду китайских императоров имелся огород для выращивания бутылочных тыкв. Они шли на приготовление чаш, мякоть плодов считали полезной для пищеварения.

## Виды
По информации базы данных The Plant List, род включает 6 видов
- Lagenaria abyssinica
- Lagenaria breviflora
- Lagenaria guineensis
- Lagenaria rufa
- Lagenaria siceraria — Лагенария обыкновенная
- Lagenaria sphaerica